# Rudarți, Pernik
Rudarți (în bulgară Рударци) este un sat în comuna Pernik, regiunea Pernik,  Bulgaria. 

## Demografie
Componența etnică a satului Rudarți
     Bulgari (93,75%)
     Romi (1,68%)
     Nicio identificare (4,18%)
     Altele (0,88%)
La recensământul din 2011, populația satului Rudarți era de 1.362 locuitori. Din punct de vedere etnic, majoritatea locuitorilor (93,75%) erau bulgari, cu o minoritate de romi (1,68%). Pentru 4,18% din locuitori nu este cunoscută apartenența etnică.